# Промприбор
АО «Промприбо́р» — российский поставщик оборудования для перевалки и учёта светлых нефтепродуктов. Расположено в городе Ливны, Орловской области, Россия.

## История предприятия

### Начальный период
Строительство завода было начато 23 марта 1959 года. Тогда он назывался Заводом жидкостных счетчиков. Через два года, 15 июля 1961 года предприятие перешло в разряд действующих.
К своей десятилетней годовщине, в 1969 году, производство значительно расширилось. Однако его анализ показал низкую степень унификации изделий и как следствие недостаточную производительность и завышенную цену. Для преодоления этих недостатков провели перепланировку производственных корпусов и организацию поточных линий обработки и сборки продукции:111-112.
За счет принятых мер в семидесятых годах XX века предприятие стало ведущим в своей отрасли и в частности по топливо-раздаточным колонкам. Оно экспортировало продукцию в 28 стран мира, в том числе Италию, Египет, Индию, Сирию, Алжир.
В 1977 году было создано Ливенское производственное объединение «Промприбор» с непосредственным подчинением Всесоюзному промышленному объединению по производству приборов контроля и регулирования технологических процессов (Союзпромприбор) в составе Ливенского завода жидкостных счетчиков и специального конструкторско-технологического бюро (СКТБ) «Промприбор».
9 октября 1985 года № 405 СКТБ «Промприбор» г. Ливны было введено в состав Орловского ПО «Промприбор».
8 января 1990 года № 14 Ливенское ПО «Промприбор» вошло в состав Межотраслевого государственного объединения (МГО).
С января 1992 года ПО «Промприбор» входит в состав государственного концерна по обеспечению нефтепродуктами «Роснефтепродукт».

### Современное состояние
29.04.1994 г. ПО «Промприбор» преобразовано в акционерное общество открытого типа «Промприбор» (АООТ «Промприбор»).

На основании решения Инспекции Министерства России по налогам и сборам по г. Ливны Орловской области от 17 июля 2002 года № 6 АООТ «Промприбор» было переименовано в Открытое акционерное общество «Промприбор»

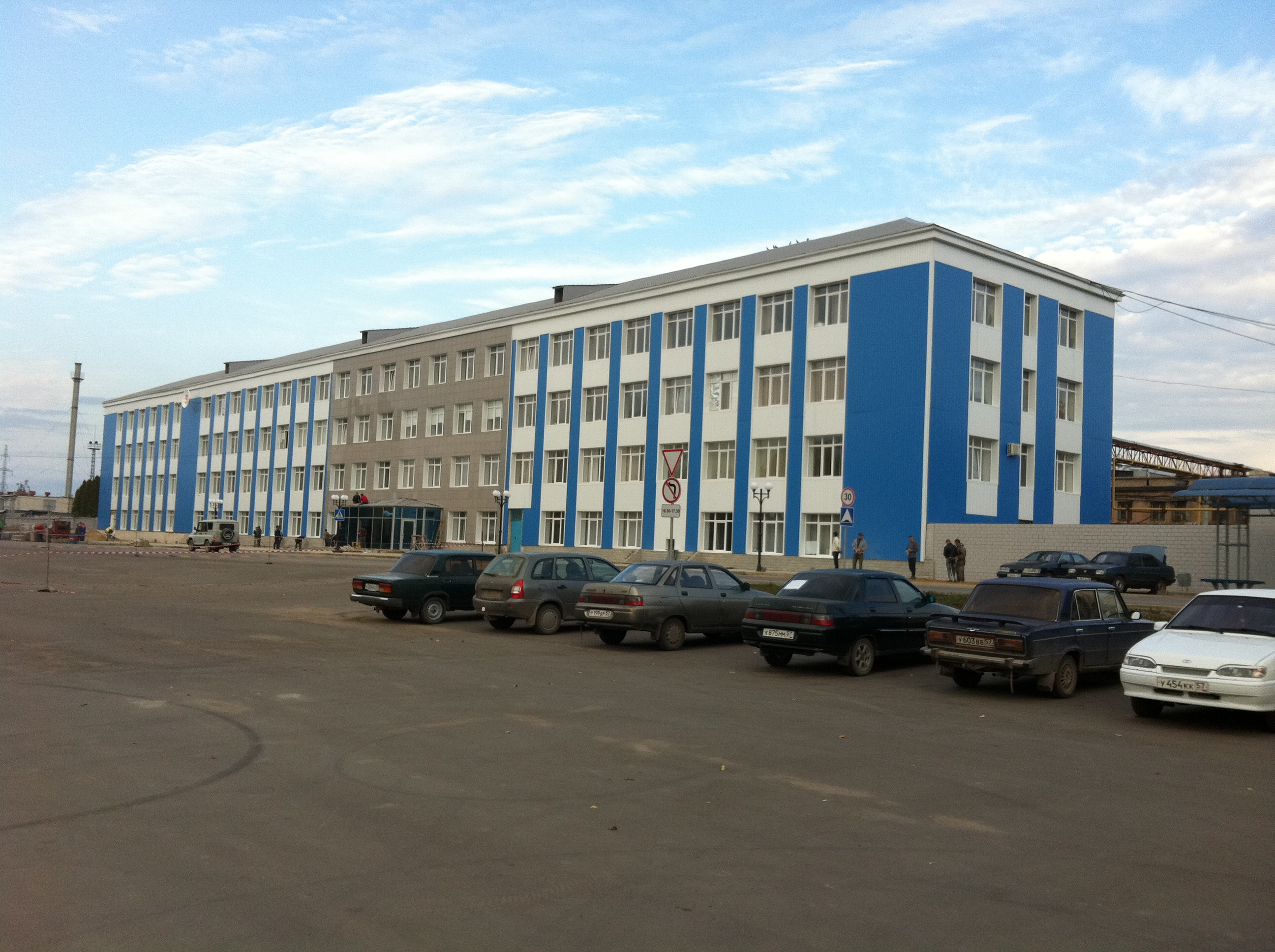
Административное здание
АО «Промприбор»

В 1996 году была проведена реорганизация, в результате которой создано пять выделенных производств:
- производство измерительной техники;
- производство оборудования для нефтебаз;
- производство электродвигателей;
- производство товаров народного потребления;
- производство метизов и насосов.

В 2001 году в состав ОАО «Промприбор» входит обанкротившейся завод «Диск», который становится площадкой № 2 и специализируется на выпуске топливораздаточных колонок. 
Для повышения гибкости и управляемости производственного комплекса в 2005 году вновь проводится структурная реорганизация.
Создаётся 8 децентрализованных дочерних предприятий:
- ООО «Металлург» — литейное производство
- ООО «Промсервис» — эксплуатация опасных производственных объектов, ремонт оборудования и зданий
- ООО «Ливенка» — разработка, производство и продажа топливо-раздаточных колонок
- ООО «Инструмент» — разработка, производство и продажа штампов, пресс-форм
- ООО «ПБА» — разработка, производство и продажа приборов безопасности автоцистерн
- ООО «Электромаш» — производство и продажа электродвигателей и электронасосов
- ООО «Финансы и право» — ведение финансового и бухгалтерского учёта для всех подразделений ОАО «Промприбор»
- ООО «Финансы и право — 1» — ведение финансового и бухгалтерского учёта для всех подразделений ОАО «Промприбор»

ОАО «Промприбор», при этом, становится холдинговой компанией.
На основании решения принятого внеочередным общим собранием акционеров Открытого акционерного общества «Промприбор» (Протокол Внеочередного общего собрания акционеров ОАО «Промприбор» № 2 от 15.08.2019 г.) с 12.09.2019 г. в единый государственный реестр юридических лиц внесена регистрационная запись о факте изменения организационно-правовой формы предприятия. Теперь это — Акционерное общество «Промприбор».
Также на основании Постановления Администрации г. Ливны № 65 от 08.02.2016 г. был изменён адрес местонахождения предприятия: Орловская область, г. Ливны ул. Индустриальная, 2п.